# Kiragadalu, Alur
Kiragadalu là một làng thuộc tehsil Alur, huyện Hassan, bang Karnataka, Ấn Độ.